# 카자나 내셔널
카자나 내셔널(Khazanah Nasional)은 말레이시아 정부의 투자공사이다. 본사는 쿠알라룸푸르에 있으며 미국·튀르키예·중국·영국·인도 등에 지역 사무소를 두고 있다. 사업 법위는 광범위한데, 주요 투자 분야로는 레저 및 관광, 은행, 지속 가능한 개발, 의료 등이 있다.
국가부채펀드 관리의 모범 사례에 관한 산티아고 원칙을 유지하고 홍보하는 국가부채펀드 국제포럼(IFSWF)에 가입해 있다.
2024년 12월 기준, 이 펀드는 총 360억 달러의 자산을 관리하고 있다.

## 같이 보기
- 테마섹 홀딩스